# 23. август
23. август (23.08) је 235. дан у години по грегоријанском календару (236. у преступној години) До краја године има још 130 дана.

## Догађаји
- 1268 — Војска Карла Анжујског је поразила гибелинске присталице цара Конрадина код Таљакоца, што је означило пад династије Хоенштауфен са трона Светог римског царства и Сицилије.
- 1514 — Турски султан Селим I победио је у бици код Чалдирана персијског шаха Исмаила, потом је освојио Сирију (1516).
- 1775 — Краљ Енглеске Џорџ III прогласио је америчке колонисте, који су у априлу почели борбе за независност америчких држава, побуњеницима и унајмио 20.000 немачких плаћеника да се обрачунају с њима. Амерички рат за независност завршен је победом колонија 1783.
- 1839 — На почетку Опијумског рата са Кином, Велика Британија је заузела Хонгконг.
- 1914 — Јапан је објавио рат Немачкој у Првом светском рату.
- 1939 — Министри иностраних послова Немачке и СССР Јоахим фон Рибентроп и Вјачеслав Михајлович Молотов потписали су у Москви споразум о ненападању, којим је Хитлеру отворен пут да нападне Пољску.
- 1942 — Почела је битка за Стаљинград, највећа битка у Другом светском рату. Завршена је 2. фебруара 1943. катастрофалним поразом Немаца и њихових савезника, који је означио прекретницу Другог светског рата на европском ратишту.
- 1944 —
  - Савезничке трупе су у Другом светском рату ослободиле француски град Марсељ.
  - Краљ Михај је распустио проосовинску владу генерала Јона Антонескуа и ставио Румунију на страну Савезника до краја Другог светског рата.
- 1945 — Привремена Народна скупштина Демократске Федеративне Југославије донела је Закон о аграрној реформи и колонизацији, којим је одузет вишак земље и пољопривредне имовине земљопоседницима, црквама и манастирима и тзв. неземљорадницима.
- 1958 — ТВБ започиње емитовање свог првог програма — Дневника у 20 сати.
- 1962 — Амерички телекомуникациони сателит „Телстар” емитовао је први телевизијски пренос између САД и Европе.
- 1973 — Пљачкаш банке у Стокхолму узео је четворо људи за таоце. Током шест драматичних дана између пљачкаша и заробљеника развило се пријатељство које је касније описано и анализирано као „Стокхолмски синдром”.
- 1979 — Првак Бољшој балета Александар Годунов затражио је и добио политички азил у САД.
- 1990 — Совјетска република Јерменија објавила је независност, а Естонија је почела преговоре о одвајању од тадашњег Совјетског Савеза.
- 1992 — Око 200 младих неонациста је у присуству стотина одушевљених присталица напало хостел за избеглице у немачком граду Росток и сукобило се са полицијом.
- 1996 —
  - Министри иностраних послова СР Југославије и Хрватске Милан Милутиновић и Мате Гранић потписали су у Београду, у Палати федерације, споразум о нормализацији односа. Споразуму је претходио сусрет председника Србије и Хрватске Слободана Милошевића и Фрање Туђмана, 7. августа у Атини.
  - У Београду је отворена канцеларија за везу хашког Међународног суда за ратне злочине почињене на простору бивше Југославије. Канцеларија је отворена на основу споразума који су власти СРЈ и представници УН, после вишемесечних преговора, потписале у Њујорку.
- 1999 — Руски космонаут Сергеј Авдејев поставио је, боравећи у свемирској станици „Мир” 712 дана, нови рекорд у непрекидном боравку у свемиру.
- 2000 — Авион Ербас А320 компаније „Галф ер” са 135 путника и осам чланова посаде срушио се у воде Залива, на пет километара северно од обале Бахреина. Узрок пада био је пожар у једном од мотора. У удесу није било преживелих.
- 2001 — Јапански суд донео је одлуку да централна влада мора да плати одштету од 375.000 долара петнаесторици Корејаца који су одмах по завршетку Другог светског рата преживели експлозију на јапанском броду.

## Рођења
- 1754 — Луј XVI, француски краљ (1774—1792). (прем. 1793)
- 1864 — Елефтериос Венизелос, грчки државник. (прем. 1936)
- 1908 — Артур Адамов, француски књижевник јерменског порекла. (прем. 1970)
- 1910 — Ђузепе Меаца, италијански фудбалер и фудбалски тренер. (прем. 1979)
- 1912 — Јара Рибникар, српска књижевница, преводилац и учесница Народноослободилачке борбе. (прем. 2007)
- 1912 — Џин Кели, амерички глумац, плесач, певач, редитељ, сценариста, продуцент и кореограф. (прем. 1996)
- 1923 — Ефраим Кишон, израелски писац-сатиричар, драматург, сценариста и редитељ. (прем. 2005)
- 1924 — Роберт Солоу, амерички економиста, добитник Нобелове награде за економију (1987). (прем. 2023)
- 1929 — Золтан Цибор, мађарски фудбалер. (прем. 1997)
- 1939 — Милан Влајчић, српски новинар, књижевник и књижевни и филмски критичар. (прем. 2022)
- 1942 — Ненси Ричи, америчка тенисерка.
- 1945 — Рита Павоне, италијанска музичарка и глумица.
- 1947 — Горан Султановић, српски глумац.
- 1950 — Миљенко Дерета, српски редитељ, сценариста и активиста невладиног сектора. (прем. 2014)
- 1953 — Миодраг Чолић, пензионисани је бригадни генерал санитетске службе Војске Србије, бивши декан Медицинског факултета ВМА, професор клиничке имунологије у пензији и академик САНУ.[1]
- 1966 — Рик Смитс, холандски кошаркаш.
- 1970 — Џеј Мор, амерички глумац, комичар, сценариста и радијски водитељ.
- 1970 — Ривер Финикс, амерички глумац, музичар и активиста за права животиња. (прем. 1993)
- 1971 — Деметрио Албертини, италијански фудбалер.
- 1974 — Константин Новоселов, руски физичар, добитник Нобелове награде за физику (2010).
- 1976 — Бошко Обрадовић, српски политичар и књижевник.
- 1977 — Јелена Розга, хрватска певачица.
- 1978 — Коби Брајант, амерички кошаркаш. (прем. 2020)
- 1980 — Ненад Вучковић, српски рукометаш.
- 1984 — Андреана Чекић, српско-црногорска певачица.
- 1984 — Глен Џонсон, енглески фудбалер.
- 1986 — Евандро Гоебел, бразилски фудбалер.
- 1987 — Дарен Колисон, амерички кошаркаш.
- 1988 — Олга Говорцова, белоруска тенисерка.
- 1988 — Џереми Лин, амерички кошаркаш.
- 1990 — Рајан Брокоф, аустралијски кошаркаш.
- 1990 — Сет Кари, амерички кошаркаш.
- 1990 — Чаба Силађи, српски пливач.
- 1994 — Огаст Ејмс, канадска порнографска глумица (прем. 2017)
- 1994 — Јусуф Нуркић, босанскохерцеговачки кошаркаш.
- 1995 — Камерон Нори, британски тенисер.

## Смрти
- 406 — Радагајст, краљ Гота.
- 1305 — Вилијам Волас, вођа Шкота у борби против Енглеза. (* отприлике 1272)
- 1863 — Михаил Семјонович Шчепкин, руски глумац.
- 1926 — Рудолф Валентино, амерички глумац италијанског порекла. (* 1895)
- 1944 — Абдул Меџид II, турски султан. (* 1868)
- 1966 — Иван Сарић, пионир ваздухопловства. (* 1876)
- 1989 — Небојша Митрић, српски вајар. (* 1931)
- 1999 — Хасан II, марокански краљ. (* 1929)
- 2000 — Миливоје Мића Томић, српски глумац. (* 1920)
- 2022 — Божидар Делић, српски генерал. (* 1956)
- 2023 — Јевгениј Пригожин, руски војни командант и предузетник. (*1961)

## Празници и дани сећања
- Међународни празници
  - Међународни дан сећања на трговину робљем и њену забрану
- 1821 — Мексико је прогласио независност од Шпаније.
- 1990 — Јерменска ССР објавила је независност од Совјетског Савеза.
- Српска православна црква данас прославља:
  - Свети мученик и архиђакон Лаврентије